# Caetano Munhoz da Rocha
Caetano Munhoz da Rocha (Antonina, 14 de maio de 1879 — Curitiba, 23 de abril de 1944) foi um político brasileiro.
Foi presidente do Estado do Paraná e senador durante a República Velha, além de prefeito de Paranaguá por duas vezes, entre os anos de 1908 a 1916.

## Biografia
Era filho de Bento Munhoz da Rocha (1855-1896) e Maria Leocádia Munhoz (1860-1943). 
Estudou as primeiras letras nos Colégios Parthenon Paranaense e Arthur Loyola. Matriculou-se, a seguir, no Colégio São Luiz, em Itu, Estado de São Paulo, onde concluiu humanidades. Ingressou na Faculdade Nacional de Medicina, no Rio de Janeiro, formando-se na turma de 1902.
Ao regressar a Paranaguá para início da vida profissional, clinicou até 1905 na Santa Casa de Misericórdia, de que mais tarde se tornou provedor, e na Inspetoria de Saúde dos Portos.
Exerceu os mandatos de prefeito municipal de Paranaguá (1908-1916), deputado estadual do Paraná (1904-1916), vice-presidente do Paraná (1916-1920), presidente do Paraná (1920-1928) e senador da República, também pelo Paraná (1928-1930), até ser deposto pela Revolução de Getúlio Vargas.
Casou-se em primeiras núpcias a 14 de fevereiro de 1903, em Paranaguá, com Olga Carneiro de Souza (1888-1921), com quem teve dez filhos. Viúvo, casou-se em segundas núpcias a 8 de dezembro de 1921, em Curitiba, com Domitilla Grein Xavier de Almeida (1898-1923), com quem teve um filho. Viúvo novamente, casou-se em terceiras e últimas núpcias a 19 de janeiro de 1924, na Lapa, com Sylvia de Lacerda Braga (1899-1987), com quem teve doze filhos, totalizando vinte e três filhos, dos quais vinte alcançaram a maioridade.
Foi pai do também governador do Paraná Bento Munhoz da Rocha Neto (1905-1973), que governou o Estado entre 1951 e 1955.
Caetano Munhoz da Rocha faleceu em Curitiba a 23 de abril de 1944, com 64 anos.